# If Everyone Cared
If Everyone Cared è un singolo del gruppo rock canadese Nickelback, pubblicato nel 2006 ed estratto dall'album All the Right Reasons.

## Formazione
Gruppo
- Chad Kroeger - voce, chitarra ritmica
- Ryan Peake - chitarra solista, cori
- Mike Kroeger - basso
- Daniel Adair - batteria

Altri musicisti
- Timmy Dawson - pianoforte

## Tracce
1. If Everyone Cared (Album Version)
2. Too Bad (Acoustic)
3. Someday (Acoustic)
4. If Everyone Cared (edit version)